# Ignacy Zieliński (generał)
Ignacy Zieliński (ur. 8 lipca 1871 w Łańcucie, zm. 5 sierpnia 1955 w Krakowie) – lekarz, generał brygady Wojska Polskiego.

## Życiorys
Urodził się w Łańcucie, w ówczesnym mieście powiatowym Królestwa Galicji i Lodomerii, w rodzinie Andrzeja, woźnego c. k. Sądu Obwodowego w Rzeszowie, i Marii z Koberów. W 1889 ukończył naukę w gimnazjum z Rzeszowie i rozpoczął studia na Wydziale Lekarskim Uniwersytetu Jagiellońskiego w Krakowie. Na ostatnim roku otrzymał stypendium wojskowe. W 1895 otrzymał dyplom doktora medycyny.

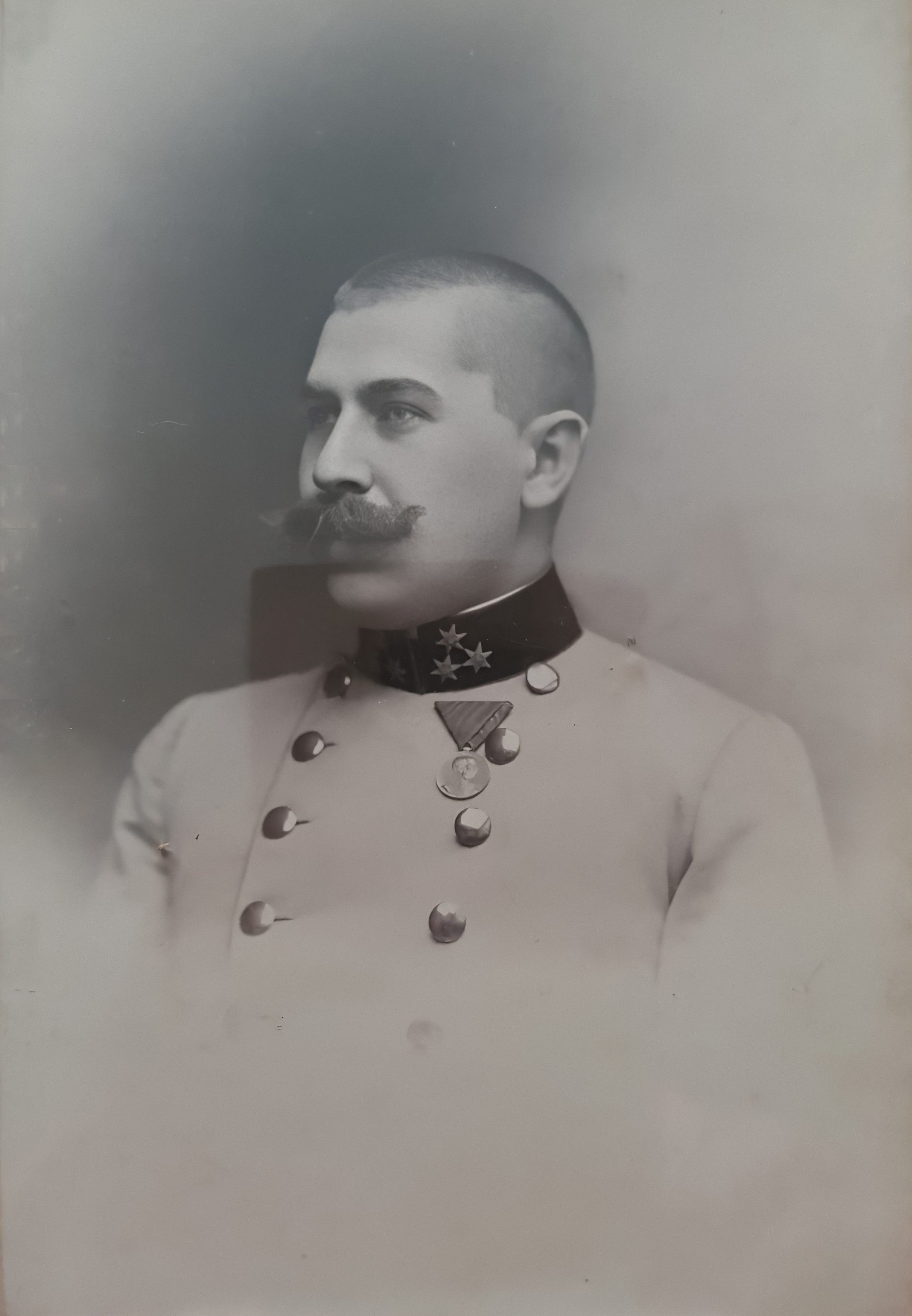
Zdjęcie z okresu 1895–1900

1 sierpnia 1895 został mianowany na stopień starszego lekarza (niem. Oberarzt) i przydzielony do Szpitala Garnizonowego Nr 14 we Lwowie. W następnym roku został przeniesiony do Galicyjskiego Pułku Ułanów Nr 13 w Złoczowie. 1 listopada 1897 został mianowany na stopień lekarza pułkowego 2. klasy (niem. Regimentsarzt 2. Klasse) i przeniesiony do Galicyjskiego Pułku Ułanów Nr 8 w Czortkowie. Dwa lata później został przeniesiony do Galicyjskiego Pułku Ułanów Nr 1 w Czortkowie. W 1900 został mianowany na stopień lekarza pułkowego 1. klasy (niem. Regimentsarzt 1. Klasse). W 1903 został przeniesiony do Galicyjskiego Pułku Piechoty Nr 89 w Jarosławiu. W 1912 został przydzielony do pułkowej Komendy Okręgu Uzupełnień Gródek Jagielloński. 1 listopada 1913 został mianowany na stopień lekarza sztabowego (niem. Stabsarzt). W latach 1912–1913 wziął udział w mobilizacji sił zbrojnych Monarchii Austro-Węgierskiej, wprowadzonej w związku z wojną na Bałkanach. Na stanowisku lekarza Komendy Okręgu Uzupełnień Gródek Jagielloński pozostał do 1918 roku, a jego oddziałem macierzystym był nadal Pułk Piechoty Nr 89. 1 listopada 1917 został mianowany na stopień starszego lekarza sztabowego 2. klasy (niem. Oberstabsartzt 2. Klasse).
W listopadzie 1918 został przyjęty do Wojska Polskiego i wyznaczony na stanowisko komendanta Szpitala Okręgowego w Krakowie. W grudniu tego roku został przeniesiony do Warszawy na stanowisko komendanta Głównego Szpitala Wojskowego. 29 maja 1920 został zatwierdzony z dniem 1 kwietnia 1920 w stopniu pułkownika, w Korpusie Lekarskim, w grupie oficerów byłej armii austriacko-węgierskiej. Był wówczas szefem sanitarnym w Dowództwie Okręgu Generalnego Lwów. 1 czerwca 1921 został przydzielony do Kompanii Zapasowej Sanitarnej Nr 6 we Lwowie, jako oddziału macierzystego z pozostawieniem na zajmowanym stanowisku w Dowództwie Okręgu Generalnego Lwów. Od listopada 1921, po reorganizacji terytorialnych władz wojskowych, pełnił służbę na stanowisku szefa sanitarnego w Dowództwie Okręgu Korpusu Nr VI we Lwowie. 3 maja 1922 został zweryfikowany w stopniu generała brygady ze starszeństwem z 1 czerwca 1919 i 63. lokatą w korpusie generałów. Z dniem 30 kwietnia 1927 został przeniesiony w stan spoczynku. W latach 1936–1938 praktykował we Lwowie, jako lekarz chorób wewnętrznych, a w sezonie letnim także w Truskawcu, w willi „Znicz”. W 1939 praktykował we Lwowie, jako chirurg.
Od 1899 był żonaty z Marią z Motryczów, z którą miał syna Adama, doktora praw.
Zmarł 5 sierpnia 1955 w Krakowie. Został pochowany na cmentarzu Rakowickim (kwatera XIIIB-płd-po prawej Ćwikowej).

## Ordery i odznaczenia
- Złoty Krzyż Zasługi (29 kwietnia 1925)[26][27]
- Medal Pamiątkowy za Wojnę 1918–1921[24]
- Medal Dziesięciolecia Odzyskanej Niepodległości[24]
- Odznaka Honorowa Polskiego Czerwonego Krzyża I stopnia (1923)[24]

- Brązowy Medal Zasługi Wojskowej na wstążce Krzyża Zasługi Wojskowej (Austro-Węgry)
- Złoty Krzyż Zasługi z Koroną (Austro-Węgry)
- Brązowy Medal Jubileuszowy Pamiątkowy dla Sił Zbrojnych i Żandarmerii (Austro-Węgry)
- Krzyż Jubileuszowy Wojskowy (Austro-Węgry)
- Krzyż Pamiątkowy Mobilizacji 1912–1913 (Austro-Węgry)[13]